# José Angel Lamas
José Angel Lamas is een gemeente in de Venezolaanse staat Aragua. De gemeente telt 38.300 inwoners. De hoofdplaats is Santa Cruz.